# San Andrés Coapa
San Andrés Coapa är en ort i Mexiko.   Den ligger i kommunen Acuitzio och delstaten Michoacán de Ocampo, i den södra delen av landet, 240 km väster om huvudstaden Mexico City. San Andrés Coapa ligger 2 196 meter över havet och antalet invånare är 524.
Terrängen runt San Andrés Coapa är lite bergig. Runt San Andrés Coapa är det ganska tätbefolkat, med 52 invånare per kvadratkilometer. Närmaste större samhälle är Acuitzio del Canje, 5,2 km öster om San Andrés Coapa. I omgivningarna runt San Andrés Coapa växer huvudsakligen savannskog.